# Skye Townsend
Skye Townsend (Santa Monica (Californië), 1 september 1993) is een Amerikaans actrice en zangeres. Ze speelde in diverse films en series, waaronder Chase, Lucifer en iCarly.
Townsend is de dochter van acteur Robert Townsend.

## Filmografie

### Film
- 2013: Playin' for Love, als Maya Hardaway
- 2019: Chase, als Lola
- 2021: Donny's Bar Mitzvah, als Aiymah
- 2022: Fake It Til You Make It, als Kira
- 2022: Christmas Party Crashers, als Tara Aries
- 2023: Pretty Stoned, als Leila
- 2023: A Christmas Serenade, als Willow
- 2024: The Real Bros of Simi Valley: The Movie, als Topanga

### Televisie
- 2011: 8 Days a Week, als Jade Taylor
- 2017: Legends of Chamberlain Heights, stemrol
- 2018: Lucifer, als Axara
- 2019: The Donors, als Silvia
- 2021: iCarly, als Kiki
- 2021-2023: A Black Lady Sketch Show, als verschillende personages
- 2023: Family Guy, stemrol
- 2024-2025: The Neighborhood, als Courtney

## Discografie

### EP
- 2012: Vomit
- 2015: Rocking Chairs

### Singles
- 2012: Go Fish!
- 2012: It's Normal
- 2013: Noreg
- 2013: X-Talk
- 2013: Pineapple Diet, met Micky Munday
- 2015: Rocking Chairs
- 2015: Always, met DEVEY2G